# Ictidomys
Ictidomys is een geslacht van zoogdieren uit de familie van de eekhoorns (Sciuridae). De wetenschappelijke naam van het geslacht werd in 1877 gepubliceerd door Joel Asaph Allen.

## Soorten
Er worden 3 soorten in dit geslacht geplaatst:
- Ictidomys mexicanus (Erxleben, 1777) - Mexicaanse grondeekhoorn
- Ictidomys parvidens (Mearns, 1896)
- Ictidomys tridecemlineatus (Mitchill, 1821) - Dertienstreepgrondeekhoorn